# 崎子頭 (嘉義縣)
崎子頭，原寫為崎仔頭，是臺灣嘉義縣水上鄉的一個傳統地域名稱，位於該鄉北部凸出部分的東南側。相較於今日行政區，其範圍大致包括寛士村不含北端、民生村、內溪村不含南端。

## 歷史
台灣日治初期，崎子頭地區為一街庄（舊制街庄），稱為「崎仔頭庄」，隸屬於嘉義西堡。該庄西北與下藔庄為鄰，東北邊及東邊北、中段與湖仔內庄為鄰，東邊南段及南邊隔八掌溪分別與下六庄、番仔藔庄為界，西邊為柳仔林庄。
1901年（日治明治三十四年）11月11日，全台設置二十廳，該庄隸屬於嘉義廳。1904年（明治三十七年）2月15日，該庄編入「水堀頭區」，隸屬於嘉義廳。1909年（明治四十二年）10月25日，全台整併二十廳為十二廳，該庄仍隸屬於嘉義廳。1910年（明治四十三年）1月18日，各區管轄區域調整，該庄仍隸屬於嘉義廳的「水堀頭區」。
1920年（大正九年）10月1日，全台廢十二廳改設五州二廳，該庄改制並雅化為「崎子頭」大字，隸屬於臺南州嘉義郡水上庄（新制街庄）。
戰後水上庄改制為水上鄉，隸屬於臺南縣，大字亦改制為村。1950年（民國39年）10月，雲、嘉、南分治，水上鄉改隸屬於嘉義縣。

## 聚落
本地區發展較早的聚落有崎仔頭、溪底（溪仔底）、內溪洲等，在日治期初期的官方地圖上已有記載。

## 交通
縣道163號是嘉義至好美里的道路，經過本地區崎仔頭聚落。由該道路北行可前往嘉義市西區，並止於縣道159號路口；南行可前往水上鄉水上市區、鹿草鄉、義竹鄉、布袋鎮，並止於好美里。
鄉道嘉41-1線是崎仔頭至柳仔林的道路。
鄉道嘉42線是下寮至湖仔內的道路。
鄉道嘉175線是中庄至紅毛寮的道路，續行可接臺南市區道南86-1線。